# Стівен Гарпер
Сті́вен Джо́зеф Га́рпер (англ. Stephen Joseph Harper; нар. 30 квітня, 1959, Торонто, Онтаріо, Канада) — 22-й прем'єр-міністр Канади і лідер Консервативної партії Канади. Вперше був призначений прем'єр-міністром країни після перемоги на виборах у січні 2006.

## Біографія
Стівен Гарпер народився у Торонто. Після закінчення школи навчався в Торонтському університеті. Пізніше переїхав до Едмонтону, де працював програмістом в одній з нафтодобувних компаній. Своє навчання продовжив в Університеті Калгарі, де здобув ступінь магістра економіки.

## Політична діяльність
Політикою він зацікавився ще в школі, де він належав до клубу Молодих лібералів. Згодом під впливом контроверсійної енергетичної політики прем'єр-міністра П'єра Трюдо він відійшов від Ліберальної партії і почав працювати в 1985 помічником депутата парламенту від Прогресивно-консервативної партії. За рекомендації депутата, він зустрівся з засновником Реформістської партії Канади Престоном Меннінґом і почав співпрацювати в цій новоствореній партії. У 1988 балотувався на місце в Палаті громад Канадського парламенту, але програв своєму супернику і не був обраний. Свою політичну діяльність він продовжив як помічник єдиного депутата від Реформістської партії — Дебори Ґрей. Пізніше він вдруге балотувався на депутатське місце і нарешті в 1993 потрапив до парламенту, де відзначився своїми послідовно консервативними поглядами і політикою, яка в деяких випадках була радикальнішою і послідовнішою за консервативні принципи політики його партії. Суперечки і розбіжності з керівництвом партії призвели до того, що у 1996 він відмовився брати участь у наступних виборах і у тому ж році був обраний головою недержавної політичної організації — «Національна громадська коаліція».
Тим часом Реформістська партія Канади була реформована в Канадський альянс у 2000 і через два роки він висунув свою кандидатуру на посаду голови партії і 20 березня 2002 його обрано лідером Канадського альянсу. Інший член партії поступився своїм місцем в парламенті, щоб Гарпер зміг взяти участь у перевиборах і потрапити до парламенту, як голова партії. У травні 2002 його обрано на депутатське місце і він став лідером Офіційної опозиції в канадському парламенті. Намагаючись поєднати розпорошені консервативні сили в країні він спромігся об'єднати Прогресивно-консервативну партію з Канадським альянсом і створити у грудні 2003 нову Консервативну партію Канади. 20 березня 2004 його обрано лідером новоствореної партії. Після виборів 2004 продовжив працювати в парламенті як лідер Офіційної опозиції.

## Прем'єр-міністр Канади
В позачергових парламентських виборах 2006 Стівен Гарпер і його Консервативна партія завдала значної поразки Ліберальній партії Канади через низку корупційних скандалів проти неї і здобув більшість в парламенті країни. 6 лютого 2006 він склав присягу як 22 прем'єр-міністр Канади. На цій посаді його найбільшим досягненням було визнання Квебеку окремим народом в складі Канади 22 листопада 2006. В зовнішній політиці він підтримував дружні зв'язки зі США і, зокрема, з Джорджем Бушем і його зовнішньополітичні ініціативи йшли здебільшого у фарватері американської політики. Це стосувалося підтримки військової операції в Афганістані та підтримки Ізраїлю у війні з Ліваном у липні 2006.
У 2006⁣ — ⁣2008 рр. Консервативна партія Канади, очолювана Гарпером, формувала уряд країни, однак не змогла отримати абсолютну більшість у Палаті громад. Критики відзначають неможливість чи небажання Гарпера співпрацювати з опозицією, що призвело до дострокових виборів у 2008 та парламентської кризи у тому ж році, викликаної вотумом недовіри, який опозиційні партії мали намір прийняти вже через місяць після позачергових виборів. Під загрозою падіння уряду та усунення від влади з боку опозиційної коаліції у листопаді 2008 Стівен Гарпер звернувся до генерал-губернатора Канади Мікаель Жан з проханням відкласти вотум недовіри його урядові до січня 2009.
25 березня 2011 палата громад Канади висловила вотум недовіри уряду Гарпера (за — 156, проти — 145). Таке рішення стало результатом розслідування про те, чому уряд не надав достатньої інформації про витрати на такі програми, як закупівля 65 винищувачів F-35, скорочення корпоративних податків і витрати на програми зі зміцнення правопорядку. У резолюції палати громад зазначено: «Палата згодна з висновками комітету з процедурних питань щодо того, що нинішній уряд виявив неповагу до парламенту, що є безпрецедентним у канадській політичній історії, і палата втратила довіру до уряду». Натомість Гарпер звернувся до генерал-губернатора з проханням розпустити парламент і призначити дату нових виборів. Його прохання було задоволене 26 березня, дату нових виборів було призначено на 2 травня 2011.
На федеральних виборах у травні 2011 року Консервативна партія на чолі з Гарпером здобула перемогу (166 місць в Парламенті з 308) і таким чином вперше з 2000 року в Канаді було утворено так званий уряд більшості.
15 листопада 2014 року Стівен Гарпер порадив російському президентові Путіну «забратися з України», про це він заявив під час короткої зустрічі перед відкриттям в Брисбені саміту G20. Путін першим простягнув руку, Гарпер цей жест прийняв, але при цьому наголосив: «Думаю, я повинен потиснути Вашу руку, але я можу сказати лише одне: ви повинні забратися з України».
Після програшу консерваторів на парламентських виборах у жовтні 2015 року перейшов в опозицію.

## Приватне життя
У 1993 одружився з Лорін Тескі. Через три роки в них народився син, а ще через три роки — дочка. Як і багато канадців, Гарпер цікавиться хокеєм і вболіває за калгарську хокейну команду Калгарі Флеймс. Його батько був автором творів про хокей і він сам зізнався, що теж пише книгу про цей вид спорту. Гарпер також знявся в епізодичній ролі в одному з канадських сіткомів восени 2007 року.